# 2 Весов
2 Весов (лат. 2 Librae, HD 126035) — одиночная звезда в созвездии Весов на расстоянии приблизительно 365 световых лет (около 112 парсеков) от Солнца. Видимая звёздная величина звезды — +6,214m.

## Характеристики
2 Весов — оранжевый гигант спектрального класса K0III. Радиус — около 7,69 солнечных, светимость — около 41,15 солнечных. Эффективная температура — около 5035 К.